# Total War Saga: Thrones of Britannia
Total War Saga: Thrones of Britannia (рус. Сага о тотальной войне: Троны Британии) — компьютерная игра, сочетающая элементы жанров пошаговой стратегии и RTS. Двенадцатая часть серии Total War, технически основанная на девятой игре серии — Total War: Attila, — первая игра в подсерии Total War Saga. Игра разработана студией Creative Assembly, издателем выступила Sega. Релиз состоялся 3 мая 2018 года. На игру действует возрастное ограничение 16+. Версии игры для macOS и Linux от компании Feral Interactive вышли в свет 24 мая 2018 года и 7 июня 2018 года, соответственно.
Действие игры начинается в 878 году нашей эры на территории Британских островов. Игровой контент посредством различных событий охватывает период примерно до 1066 года.
Этот исторический период выбран потому, что на момент выхода игры был популярен в медиасреде благодаря сериалам и документальным фильмам.
Компания Creative Assembly обязалась передать четверть полученной от предварительных заказов прибыли в пользу фонда War Child UK, занимающегося защитой, образованием и борьбой за права детей, пострадавших в ходе военных конфликтов.

## Геймплей
В отличие от Total War: Attila, на которой технически основана Total War Saga: Thrones of Britannia, игра приобрела ряд характерных изменений.
Система набора отрядов. Набор новых отрядов осуществляется мгновенно, без наличия военных зданий, и теперь не нужно один или два хода, чтобы новые отряды появились в армии игрока. Однако отряды рекрутируются изначально только в численном составе 25 % от полного их количества. Чтобы получить полный отряд, необходимо пополнять его на своей территории, территории союзника или вассала. Таким образом, по словам разработчиков, данная система найма отрядов позволяет имитировать процесс формирования армии более реалистично, так как для подготовки и оснащения новобранцев требуется определённое время. Также в системе набора отрядов отсутствуют наёмники, кроме некоторых отрядов у гэльских фракций. Таким образом разработчики отразили исторический факт наличия в ирландских армиях того времени викингов.
Система провинций. Провинция делится на 4 или 5 регионов, где город — столица провинции — имеет стены, гарнизон от зданий и слоты для строительства, а малые поселения имеют только одно здание, один или вообще ни одного слота для строительства и не имеют гарнизонов от зданий. В данном ключе система представляет собой гибрид между провинциями из игры Total War: Shogun 2 с ресурсными строениями, вынесенными за стены основного поселения, игрой Total War: Rome II и поздними играми, которые позволяют управлять каждым малым поселением независимо. Это значит, что подавляющее большинство построек, которые дают игроку пищу и доход, существуют за пределами безопасных стен главных поселений. Таким образом, малые поселения фактически беззащитны.
Отсутствие агентов. Как утверждают разработчики, они изучили много отзывов об агентах в предыдущих играх и решили передать одну часть их функций полководцам, а другую — зданиям. Таким образом, например, в Total War Saga: Thrones of Britannia отсутствует туман войны, присутствующий в прошлых играх серии.
Древо технологий. По размеру, в отличие от прошлых игр серии, древо технологий стало заметно меньше, но имеет больше ответвлений, которые будут появляться по мере его исследования. Теперь технологии могут быть доступны не по факту изучения предыдущей технологии, а лишь после выполнения некоторых условий.
Система персонажей. Разработчики отказались от системы окружения персонажей (состоящей из предметов и свиты), которая присутствовала в Total War: Attila, и разработали систему последователей. Последователи персонажа, по сути, являются той же свитой, но имеют более серьёзное влияние на персонажа через свои навыки, которые можно улучшить (у каждого последователя пять уровней). Кроме того, разработчики отказались от системы лимитов на количество полководцев, которые одновременно могут находиться на стратегической карте кампании, а также от древа навыков персонажа, заменив его на систему последователей.
Графический стиль. Графическое оформление было создано в новом 2D-стиле, разработанном специально для Total War Saga: Thrones of Britannia. Этот стиль основан на артефактах той эпохи типа рунных камней, резьбы в церквях, иллюстрированных манускриптов и металлических изделий. В частности, резьба на рунических камнях из церкви Хиллестад, содержащая историю Сигурда Змееглазого, частично вдохновила разработчиков при создании карточек отрядов, видеороликов и изображений для событий длинными худыми лицами персонажей и очевидным скандинавским стилем. Разработчики подчеркнули этот стиль металлическими текстурами и ярким цветным освещением, чтобы придать изображениям и сценам динамичность и вдохнуть в них жизнь.
Боевой пыл. Прообразом данной механики служит модификатор усталости от войны из дополнения «Эпоха Карла Великого» к игре Total War: Attila. В случае военных неудач игрок получал существенные штрафы к общественному порядку в провинциях и к сплочённости в войсках. В Total War Saga: Thrones of Britannia данная система была существенно переработана сразу в двух противоположных направлениях. Если игрок продолжительное время не находится в состоянии войны с какой-либо фракцией, то срабатывает модификатор «общественного мнения» местного населения и игрок начинает получать штрафы, то есть народ хочет войны. То же самое происходит и в случае затяжной войны — народ устаёт от неё.
Еда. Механика пищи проработана более глубоко по сравнению с Total War: Attila. Теперь пищу потребляют и отряды.
Снабжение войск. Каждая армия имеет индикатор снабжения, который повышается, когда армия находится в состоянии грабежа или на дружественной территории, и понижается, когда находится на враждебной или нейтральной территории. При полном снижении индикатора снабжения армия начинает нести небоевые потери. Прообразом данной механики служит механика сплочённости армии, присутствовавшая в игре Total War: Attila.
Религия. Религиозная механика игры, присутствующая в Total War: Attila, отсутствует. Как утверждают разработчики, это связано с тем, что на Британских островах отсутствовало сильное распространение язычества в связи с нашествием викингов, и последние, в конечном итоге, обратились в христианство.
Санитария. Данная механика игры, присутствующая в Total War: Attila, отсутствует.
Засады. Данная механика игры, присутствующая в Total War: Attila, отсутствует. Как утверждают разработчики, это связано с тем, что источники того времени, описывая самые крупные сражения, не указывают на их «засадный характер», а также с тем фактом, что засадные битвы в Total War: Attila составляют всего лишь 0,05 % от общего количества сыгранных игроками битв.
Эдикты. Данная механика игры, присутствующая в Total War: Attila, отсутствует. Как утверждают разработчики, это связано с тем, что теперь политическая ситуация в провинции зависит исключительно и только от личности губернатора.
Традиции армии. Данная механика игры, присутствующая в Total War: Attila, отсутствует. Как утверждают разработчики, это связано с тем, что упор сделан на полководцев и их личности, которые дают возглавляемой армии какие-либо бонусы.
Империум. Данная механика игры, присутствующая в Total War: Attila, отсутствует.

## Стратегическая карта
Стратегическая карта Total War Saga: Thrones of Britannia в 23 раза больше карты Британских островов из гранд-кампании в Total War: Attila, что делает эту карту самой детализированной версией Британских островов, представленных в серии Total War когда-либо. Вся же карта сопоставима с размерами карты гранд-кампании в Total War: Attila.
Работа с картой с таким уровнем масштабирования позволила разработчикам использовать реальную карту высот местности как базис для построения карты высот как для карты кампании, так и тактических битв.

### Поселения
На стратегической карте Total War Saga: Thrones of Britannia присутствуют 227 поименованных поселений в 61 провинции. Города — столицы провинций — делятся на 4 вида, в каждом из которых 6 слотов под застройку. 54 малых поселений с 2 слотами под застройку, то есть в среднем примерно по одному на провинцию. 112 малых поселений с 1 слотом под застройку, то есть в среднем примерно 2 штуки на провинцию. Прибрежные малые поселения, как правило, имеют какой-либо один из ресурсов: рыба или ярмарка.

### Ресурсы
Малые поселения в Ирландии обычно имеют маркер «скот» (тонкий намек на скотоводческий характер землевладения на острове). Британия же больше специализируется по «зерну», но кое-где на юге распространены «фрукты» (видимо, дань сообщениям хроник, что на переломе тысячелетий из-за климатического оптимума даже в Шотландии выращивали виноград).

### Регионы
Ирландия разбита на 17 графств, где расположено 56 поселений. Шотландия разбита на 14 графств, где расположено 50 поселений. Уэльс разбит на 5 графств, где расположено 20 поселений. Англия разбита на 27 графств, где расположено 101 поселение.

### Чудеса света
На стратегической карте присутствуют такие чудеса света, как Стоунхендж и Мостовая гигантов.

## Доступные для игрока фракции
Игроку доступны 10 фракций из 53, объединённые в 5 культурных групп: Великая языческая армия (Королевство Восточная Англия и Королевство Нортумбрия), Морские викинги (Королевство Судреяр и Королевство Дублин), Гэлы (Королевство Миде и Королевство Киркенн), Валлийцы (Королевство Гвинед и Королевство Стратклайд) и Англосаксы (Королевство Уэссекс и Королевство Мерсия).

## Исторические консультанты
Историческим консультантом для Total War Saga: Thrones of Britannia выступил доктор Нил МакГиган из Сент-Эндрюсского университета, который предоставил разработчикам много исторического материала по северной Британии и Шотландии и даже материалы недавних открытий.

## Дополнения
- «Кровь, пот и копья» (добавляет в игру такие эффекты, как брызжущая кровь, обезглавливание, отрубание конечностей, потрошение и т. д.). Дата выпуска: 29 августа 2018 года.[22]

## Музыкальное сопровождение
Автором музыкального сопровождения в Total War Saga: Thrones of Britannia, а также создателем саундтрека к промо-роликам, является Ричард Беддоу, который работает со студией Creative Assembly с 2008 года. Ричард Беддоу писал музыку для всех игр серии Total War, изданных в период с 2008 года по 2018 год.

## Озвучивание на русском языке
Впервые после выхода игры Medieval II: Total War игра серии Total War получила полное озвучивание на русском языке. В озвучивании участвовали Дмитрий Полонский и другие артисты.

## Издания игры
Total War Saga: Thrones of Britannia представлена в трёх изданиях:

### Цифровое издание
Включает только цифровую копию игры.

### Стандартное
Диск с игрой.

### Ограниченное издание
Включает в себя диск с игрой в коробочном варианте, распространяется только на территории Великобритании, Германии, Франции, Италии, Польши и Австралии. Коробочный вариант представляет собой тиснёный стилбук, украшенный орнаментом англосаксонской брони того времени, типа известного реконструированного шлема из Саттон-Ху.
Кроме дисков с игрой, в ограниченное издание входит двухсторонний постер с подробной картой кампании и набор коллекционных карточек с пятью самыми известными лидерами игровых фракций.

## Оценки
| Сводный рейтинг       | Сводный рейтинг |
| Агрегатор             | Оценка          |
| --------------------- | --------------- |
| GameRankings          | 75,85 %         |
| Русскоязычные издания |                 |
| Издание               | Оценка          |
| PlayGround.ru         | 8/10            |
| «Игромания»           | 8,5/10          |
| «Игры Mail.ru»        | 6/10            |

В основном критики отнеслись к новому проекту The Creative Assembly благосклонно, однако указали и на некоторые недостатки, которые присутствуют в игре Total War Saga: Thrones of Britannia, согласно их мнению.
Средняя оценка, выставленная на сайте Metacritic и основанная на 11 англоязычных рецензиях различных игровых изданий, равна 77 баллам из 100.
Игра победила в номинациях «Лучшая стратегическая игра», «Лучшая образовательная игра», «Лучший звуковой дизайн» и «Наследие» на Independent Game Developers' Association Awards 2018.
Летом 2018 года, благодаря уязвимости в защите Steam Web API, стало известно, что точное количество пользователей сервиса Steam, которые играли в игру хотя бы один раз, составляет 224 856 человек.